# Oudekapelle
Oudekapelle is een landelijk polderdorp in de Belgische provincie West-Vlaanderen en een deelgemeente van de stad Diksmuide, het was een zelfstandige gemeente tot aan de gemeentelijke herindeling van 1971. Het is een erg klein dorp, met rond het kerkje slechts een tiental woningen en enkele hoeves.

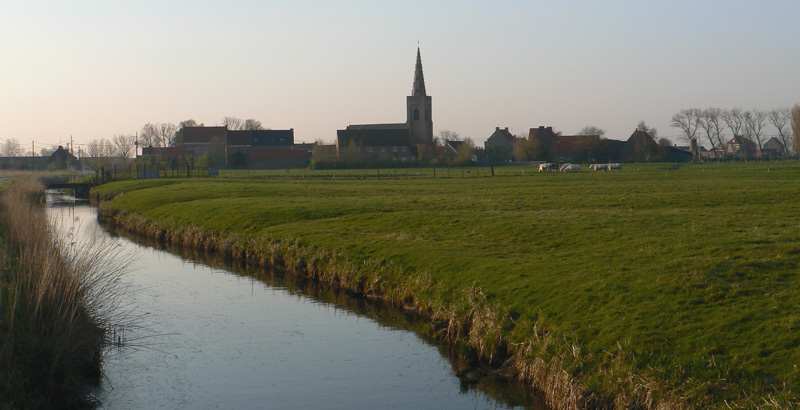
Zicht op het dorp

## Geschiedenis
Het betreft een voormalig schorrengebied dat vanuit het ten zuiden gelegen Zandlemig Vlaanderen geleidelijk werd ingepolderd. Zo ontstonden de Oudlandpolders en vanaf de 12e eeuw ook de Middellandpolders. Oudekapelle behoorde deels tot de in 1066 gestichte heerlijkheid het Vrije van Rijsel, dat afhankelijk was van het Sint-Pieterskapittel te Rijsel.
Oudekapelle werd voor het eerst schriftelijk vermeld in 1183, als Capella. Waarschijnlijk was de parochie een afsplitsing van die van Esen. In de 14e eeuw werd melding gemaakt van een gotisch kerkgebouw. Het patronaatsrecht behoorde tot 1559 aan het Onze-Lieve-Vrouwekapittel van Sint-Omaars, daarna aan de proost van de Sint-Donaaskathedraal te Brugge. De beeldenstorm die in deze streken woedde (1565-1566) richtte zware schade aan bij de kerk. In 1583 werd ook het dorp weer heroverd door Alexander Farnese waarop vele protestanten vertrekken moesten en de streek ontvolkt raakte. Begin 17e eeuw werd de kerk hersteld.
In 1848 kwam er een gemeenteschool. In 1900 werd deze school overgenomen door de Grauwe Zusters uit Lo die ook een klooster bouwen. In 1922 werden deze zusters afgelost door de Zusters van Maria, die van Ingelmunster kwamen.
In 1849 werd de verbindingsweg (tegenwoordig N 364) van Diksmuide naar Lo aangelegd. In 1890 werd het hoogste bevolkingsaantal bereikt, waarna het aantal inwoners afnam, onder meer door de landbouwmechanisatie.
Tijdens de Eerste Wereldoorlog lag Oudekapelle aan de frontlinie. Vluchtelingen vanuit Diksmuide werden opgevangen. Ook een 1500-tal Frans-Arabische soldaten (Goumiers) verbleven in Oudekapelle. Op 14 november 1914 werd Oudekapelle door de Duitsers gebombardeerd. Onder meer de kerk werd volledig verwoest. In 1916 kwam hier een chirurgische voorpost. In 1917 werd het dorp geëvacueerd en het werd volledig verwoest. In de jaren '20 van de 20e eeuw werd het dorp herbouwd.
In 1971 werd de fusiegemeente Driekapellen gevormd uit Oudekapelle, dat op dat moment een klein gebiedsdeel van Lampernisse (0,83 km²) aanhechtte, en de naburige dorpen Nieuwkapelle en Sint-Jacobskapelle. In 1977 werd Driekapellen zelf bij Diksmuide ingelijfd.

## Bezienswaardigheden

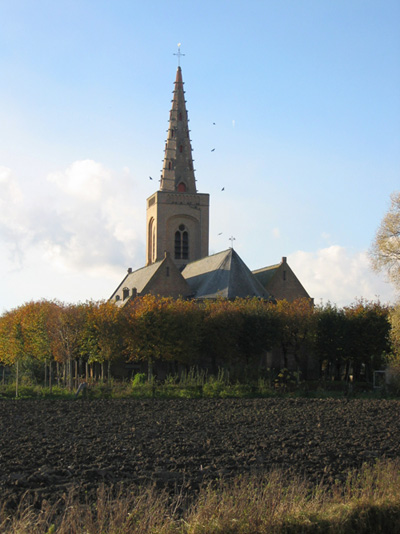
Sint-Jan-Baptistkerk

- De Sint-Jan-Baptistkerk

## Natuur en landschap
Oudekapelle ligt in het West-Vlaamse poldergebied op een hoogte van ongeveer 2,5 meter. De Oude Zeedijk, die vlak langs de dorpskern verloopt, vormt de grens tussen de Oudlandpolders (westelijk) en de Middellandpolders (oostelijk). De Duikervaart loopt parallel aan de Oude Zeedijk. Oostelijk van het dorp bevindt zich de IJzer, die hier gekanaliseerd is.

## Politiek
Oudekapelle had een eigen gemeentebestuur en burgemeester tot de fusie van 1971. Burgemeesters waren:
- 1830-1850: Petrus Ignatius De Coene
- 1850-1874: Joannes-Baptiste Cavereel (1815-1874)
- 1875-1887: Engelbert Opsomer (1812-1887)
- 1888-1904: Louis Joseph Bulcke (1842-1904)
- 1905-1921: Hippolyte Annoot
- 1921-1946: Prosper Bulcke (1890-1946)
- 1946-1960: Joannes-Baptiste Annoot (1896-1968)
- 1960-1971: Leon Crul

## Religieuzen
In Oudekapelle waren volgende kloostergemeenschappen werkzaam:
- 1900-1922: congregatie grauwe zusters van Lo
- 1922-1951: congregatie zusters Maricolen van Ingelmunster
- 1952-1971: congregatie zusters van Maria van Ingelmunster

## Demografische evolutie
Bronnen: NIS - Opm:1831 t/m 1970=volkstellingen

## Nabijgelegen kernen
Nieuwkapelle, Sint-Jacobs-Kapelle, Lampernisse, Alveringem
Deelgemeenten: Beerst · Diksmuide · Esen · Kaaskerke · Keiem · Lampernisse · Leke · Nieuwkapelle · Oostkerke · Oudekapelle · Pervijze · Sint-Jacobskapelle · Stuivekenskerke · Vladslo · Woumen

Belgische gemeenten · Arrondissement Diksmuide · West-Vlaanderen · Vlaanderen